# سیارک ۴۷۰۷
سیارک ۴۷۰۷ (به انگلیسی: 4707 Khryses، نامگذاری:1988PY) چهار هزار و هفتصد و هفتمین سیارک کشف شده‌است که در ۱۳ اوت ۱۹۸۸ کشف شد.
قدر مطلق سیارک برابر ۱۰٫۱۰ است.